# Cargojet Airways
Cargojet Airways Ltd (TSX: CJT), действующая как Cargojet Airways, — канадская грузовая авиакомпания со штаб-квартирой в городе Миссиссога, провинция Онтарио, работающая на рынке грузовых авиаперевозок по всей стране и на международных направлениях.
Cargojet Airways Limited является публичной акционированной компанией с акциями, размещёнными на фондовой бирже Торонто. По состоянию на конец 2009 года рыночная капитализация компании составляла 24 миллиона долларов США. В постоянном штате Cargojet Airways работают около 400 человек.
Главными транзитными узлами авиакомпании являются Международный аэропорт Гамильтон имени Джона Мунро, Международный аэропорт Ванкувер и Международный аэропорт имени Пьера Эллиота Трюдо.

## История
Авиакомпания Cargojet Airways была образована 21 февраля 2002 года и начала операционную деятельность в июне того же года. До выделения в самостоятельную структуру компания была известна, как грузовое подразделение Canada 3000 Cargo канадского перевозчика Canada 3000. Основатель компании, её президент и генеральный директор Аджай Вирмани в июле 2001 года приобрёл 50 % собственности подразделения у авиакомпании Canada 3000, а в феврале 2002 года — выкупил оставшиеся 50 %, после чего 21 февраля название перевозчика было изменено на действующее в настоящее время Cargojet Airways.
В июле 2002 года авиакомпания приобрела работавшую в сфере логистики фирму «Winport Logistics», а 17 июля 2007 года выкупила грузовое подразделение Georgian Express региональной авиакомпании Air Georgian, сформировав при этом отдельного дочернего перевозчика Cargojet Regional для работы на региональных направлениях. С приобретением Georgian Express воздушный флот компании пополнился тремя самолётами Beech 1900 и четырьмя самолётами Cessna Caravan, все семь лайнеров имели грузовую конфигурацию.
1 мая 2008 года Cargojet Airways приобрела 51 % акций ещё одной канадского перевозчика Prince Edward Air. В этом же году авиакомпания начала программу обновления собственного воздушного флота, в процессе реализации которой парк самолётов пополнился двумя самолётами Boeing 767-200ER и одним Boeing 757-200ER. Лайнер B757-200ER ранее эксплуатировался шведской чартерной авиакомпанией TUIfly Nordic и был переоборудован в грузовой вариант фирмой Precision Freighter, два самолёта B767-200ER были приобретены у американского магистрального перевозчика American Airlines и перекомпоновывались в грузовую конфигурацию израильской корпорацией Israeli Aerospace Industries.

## Маршрутная сеть авиакомпании

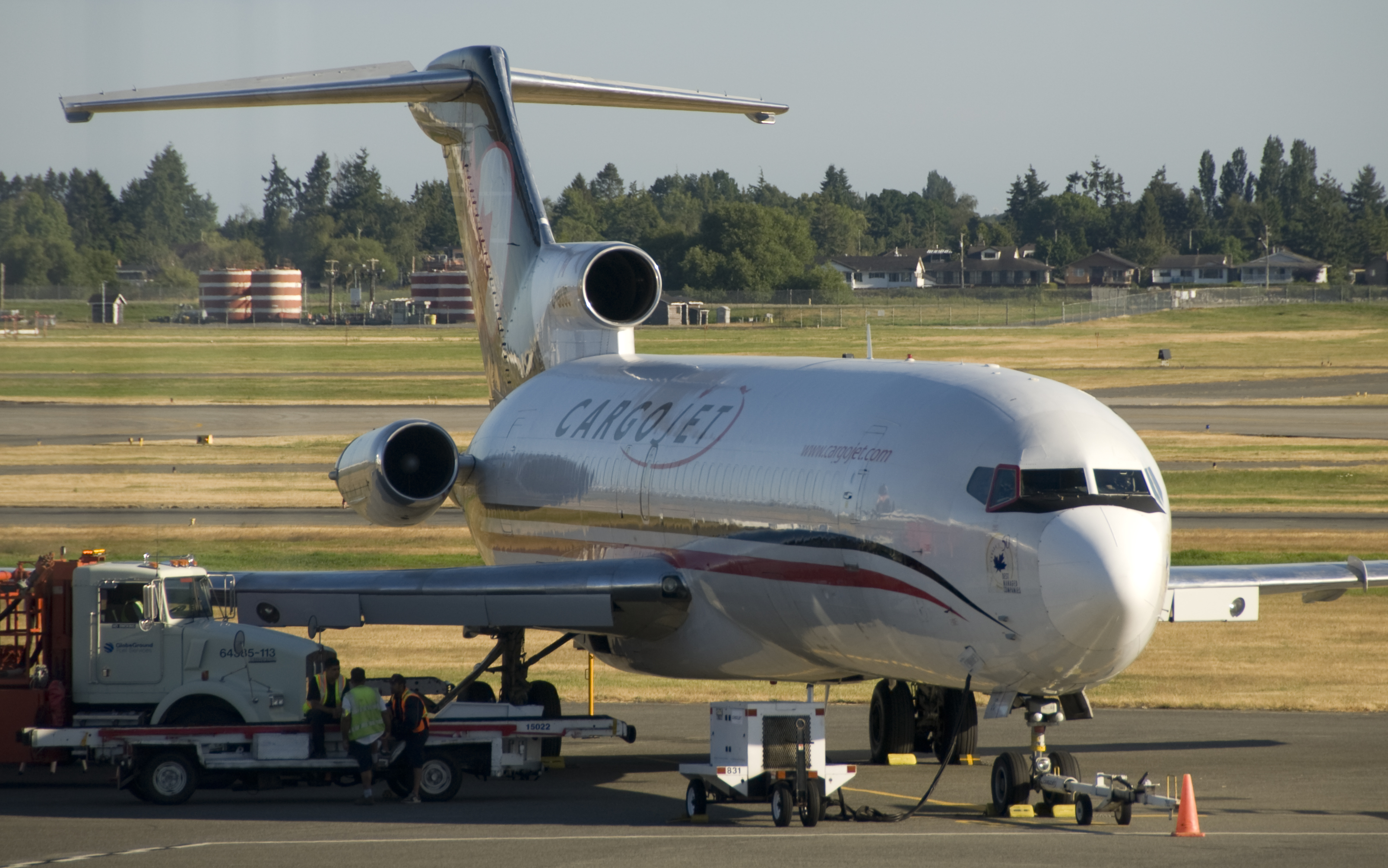
Boeing 727-200F авиакомпании Cargojet Airways международном аэропорту Ванкувера

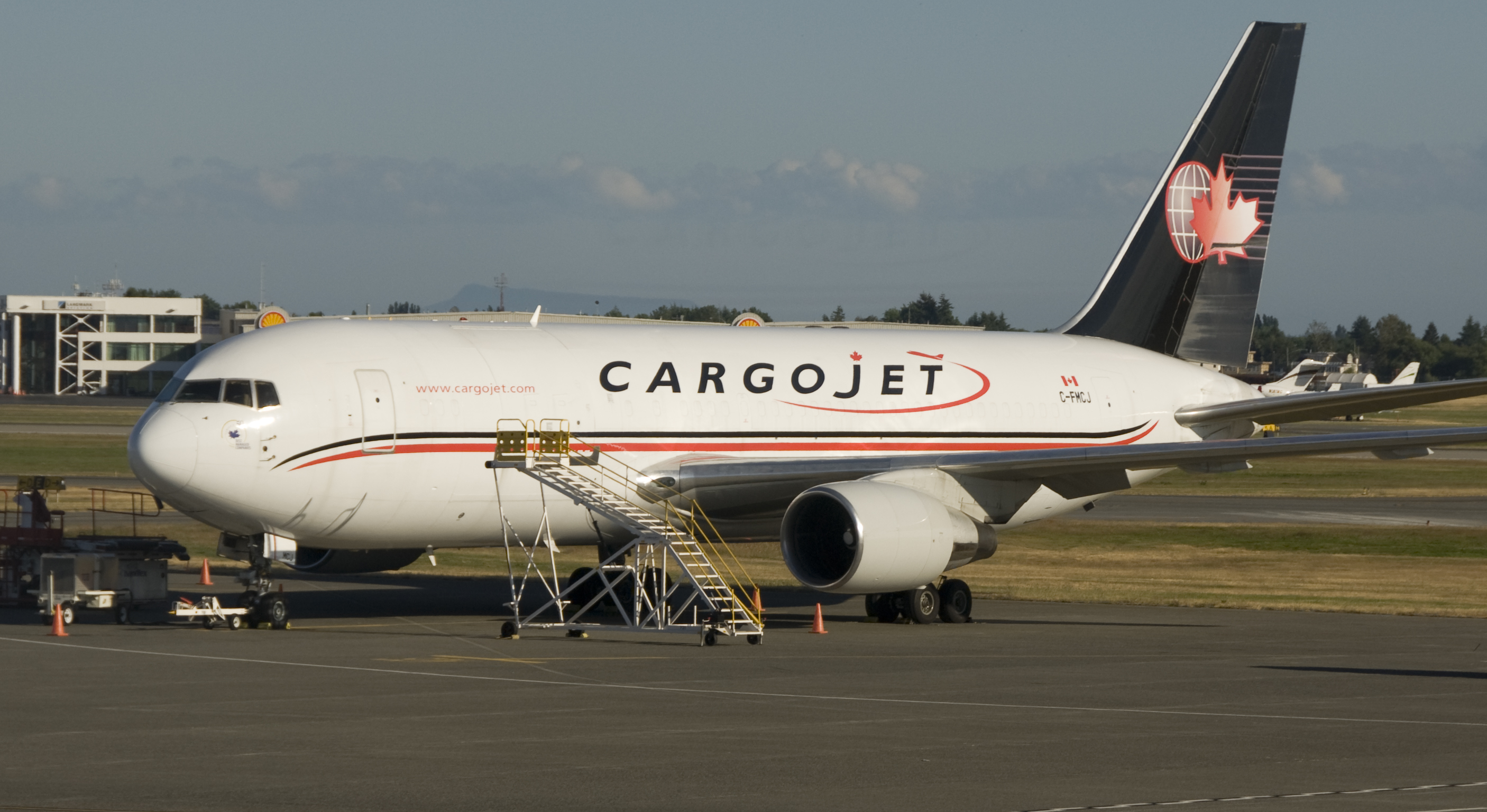
Boeing 767-200ER Cargojet Airwaysв международном аэропорту Ванкувера

По состоянию на 2008 год авиакомпания Cargojet Airways выполняла регулярные грузовые рейсы по следующим направлениям:
- Внутренние (магистральные) — Калгари, Эдмонтон, Галифакс, Гамильтон, Монктон, Монреаль, Оттава, Реджайна, Саскатун, Сент-Джонс, Торонто Пирсон, Ванкувер и Виннипег.
- Внутренние (транзитные) — Торонто (транзит из/в Гамильтон) и Монреаль Трюдо (транзит из/в Монреаль Мирабель)
- Внутренние (Атлантическая Канада)- Квебек Жана Лесажа[6]
- Внутренние (провинция Онтарио) — Ирлтон, Эллиот-Лейк, Капасказинг, Лондон-Онтарио, Норт-Бэй, Сарния, Су-Сент-Мари, Садбери, Тимминс и Тандер-Бей[7]
- Международные (магистральные) — Пыжовица, Польша[8], Ньюарк, Нью-Джерси, США, Бермуды
- Международные (транзитные) — Ньюарк, Нью-Джерси, США из Гамильтона

## Флот
По состоянию на октябрь 2008 года воздушный флот авиакомпании Cargojet Airways составляли следующие самолёты: